# 奥布河畔欧努瓦
奧布河畔欧努瓦（法語：Aulnoy-sur-Aube，法語發音：[o(l)nwa syʁ ob]）是法国上马恩省的一个市镇，属于朗格勒区。

## 地理
奥布河畔欧努瓦（47°49'58"N, 5°1'59"E）面积9.31 平方千米，位于法国大東部大區上马恩省，该省份为法国东北部内陆省份，北起马恩省和默兹省，西接奥布省，西南接科多尔省，东南接上索恩省，东临孚日省。
与奥布河畔欧努瓦接壤的市镇（或旧市镇、城区）包括：热尔迈讷、欧容河畔圣卢、阿尔博、奥布河畔拜。
奥布河畔欧努瓦的时区为UTC+01:00、UTC+02:00（夏令时）。

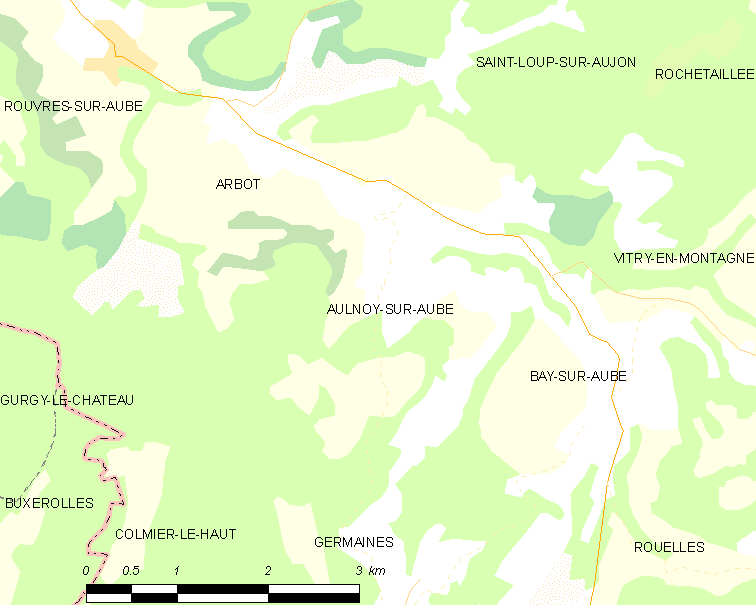
奥布河畔欧努瓦的OSM定位图

## 行政
奥布河畔欧努瓦的邮政编码为52160，INSEE市镇编码为52028。

## 政治
奥布河畔欧努瓦所属的省级选区为维勒居西安勒拉克县。

## 人口

1962-2008年间奥布河畔欧努瓦人口变化图示

奥布河畔欧努瓦于2022年1月1日时的人口数量为58人。